# فرانك برات
فرانك برات (بالإنجليزية: Frank Pratt)‏ هو سياسي أمريكي، ولد في 27 أغسطس 1942 في فلورنس في الولايات المتحدة. حزبياً، نشط في الحزب الجمهوري. وقد انتخب عضو مجلس نواب أريزونا.